# Sudety Wałbrzysko-Kamiennogórskie
Sudety Wałbrzysko-Kamiennogórskie este o arie protejată (arie de protecție specială avifaunistică — SPA) din Polonia întinsă pe o suprafață de 31.577,92 ha, integral pe uscat.

## Localizare
Centrul sitului Sudety Wałbrzysko-Kamiennogórskie este situat la coordonatele 50°42′49″N 16°10′29″E / 50.7137°N 16.1747°E.

## Înființare
Situl Sudety Wałbrzysko-Kamiennogórskie a fost declarat arie de protecție specială avifaunistică în februarie 2011 pentru a proteja 34 de specii de animale.

## Biodiversitate
Situată în ecoregiunea continentală, aria protejată nu include niciun habitat protejat.
La baza desemnării sitului se află mai multe specii protejate de  păsări (34): uliu păsărar (Accipiter nisus), minunița (Aegolius funereus), pescăruș albastru (Alcedo atthis), rață pitică (Anas crecca), rața moțată (Aythya fuligula), cocoșul de mesteacăn (Bonasa bonasia), buha (Bubo bubo), înăriță (Carduelis flammea), barză albă (Ciconia ciconia), barză neagră (Ciconia nigra), erete de stuf (Circus aeruginosus), porumbel de scorbură (Columba oenas), cristeiul de câmp (Crex crex), lebădă de vară (Cygnus olor), ciocănitoarea de stejar (Dendrocopos medius), ciocănitoare neagră (Dryocopus martius), presură de grădină (Emberiza hortulana), șoim călător (Falco peregrinus), șoimul rândunelelor (Falco subbuteo), muscar-gulerat (Ficedula albicollis), muscar (Ficedula parva), găinușă de baltă (Gallinula chloropus), ciuvică (Glaucidium passerinum), cocor (Grus grus), sfrâncioc roșiatic (Lanius collurio), ciocârlie de pădure (Lullula arborea), gaia neagră (Milvus migrans), viespar (Pernis apivorus), ciocănitoare verzuie (Picus canus), corcodel mare (Podiceps cristatus), cresteț pestriț (Porzana porzana), cristei de baltă (Rallus aquaticus), silvie porumbacă (Sylvia nisoria), corcodel mic (Tachybaptus ruficollis).